# عمر بلعطوی
عمر بلعطوی (عربی: عمر بلعطوي؛ زادهٔ ۴ سپتامبر ۱۹۶۹) بازیکن سابق و مربی فوتبال اهل الجزایر است.
از باشگاه‌هایی که در آن بازی کرده‌است می‌توان به باشگاه فوتبال مولودیه وهران اشاره کرد.
وی همچنین در تیم ملی فوتبال الجزایر بازی کرده‌است.